# Dubrovniške poletne igre
Dubrovniške poletne igre (hrvaško Dubrovačke ljetne igre) so vsakoletni poletni festival, ustanovljen leta 1950 v Dubrovniku na Hrvaškem. Poteka vsako leto med 10. julijem in 25. avgustom.
Na več kot 70 prizoriščih na prostem renesančno-baročnega mesta Dubrovnik se predstavlja bogat program klasične glasbe, gledališča, opere in plesnih predstav.

## Zgodovina
Zamisel o ustanovitvi Dubrovniških poletnih iger leta 1950 je bila harmonizacija renesančnega in baročnega vzdušja Dubrovnika ter živega duha drame in glasbe, ki pravzaprav izhaja iz intelektualnega načina življenja samega mesta, iz njegove žive ustvarjalne tradicije, ki je hrvaški kulturni in znanstveni zgodovini, zlasti v gledališču in literaturi, podarila mnoga velika imena in dela ter jo ohranjala v nenehnem stiku s sodobnimi tokovi na zahodu. Evropi.

## Program

### Dramski program
Dela Marina Držića, Nikole Nalješkovića, Ivana Gundulića in Iva Vojnovića naj bi postala nosilec dramskega programa, nato pa so se z razumevanjem ideje o pomembnosti ambienta, ki je glavna odlika Dubrovniških iger, postopoma razkrivale specifične gledališke vrednosti širše hrvaške dramske dediščine ter prilagodljivost klasike evropske dramske umetnosti trgom, palačam, stolpom in dubrovniškim parkom. Predvsem Shakespeare, pa tudi grški tragiki Goldoni, Pedro Calderón de la Barca, Molière, Pierre Corneille in Goethe so postali merilo tradicionalistične narave festivala. Že leta 1952 je režiser Marko Fotez, začetnik skupine entuziastov, ki so ustanovili Festival, postavil Hamleta v trdnjavi Lovrijenac, ki je kmalu postala idealno prizorišče te drame, znane po vsem svetu. Enako privlačne so bile uprizoritve Goldonijevih Ribiških prepirov v starem mestnem pristanišču, renesančnih komedij in misterioznih iger na mestnih trgih (imenovanih po Gunduliću, Buniću in Držiću), Goethejeve Ifigenije, ki jo je v parku Gradac postavil največji hrvaški režiser Branko Gavella, in Vojnovićeve Dubrovniške trilogije, emblematičnega dela o padcu Dubrovniške republika, uprizorjena v avtentičnih prostorih Knežjega dvora, Palače Sponza in poletne rezidence Gruž.
Ambient je določil ne le repertoar, temveč tudi organizacijo festivala, večino predstav pa uprizori Festivalska dramska zasedba, ki jo sestavljajo najboljši hrvaški igralci. Ekskluzivnost dogodka so popestrila tudi gostovanja, med njimi Piccolo Teatro iz Milana, Old Vic, Grško narodno gledališče iz Aten, Stadttheater iz Basla, Prospect Theatre Company in Royal National Theatre iz Londona, newyorška La Mama, Teatar Stary iz Krakova in številni drugi.
Hamleta so igrali prestižni igralci, kot so Derek Jacobi, Daniel Day-Lewis in Goran Višnjić.

### Glasbeni program
Festivalski glasbeni program je bil sprva zasnovan kot predstavitev najboljših domačih skladateljev, solistov in orkestrov, do konca 1950-ih pa je že prerasel v pravo revijo vrhunskih solistov in ansamblov z vsega sveta. Visok standard izvedbe v Dubrovniku je bil dopolnjen s funkcionalno uporabo privlačnih in akustičnih stavb, zlasti atrija Knežjega dvora. V zgodnjih 1970-ih je bila posebna pozornost posvečena glasbeni in koncertni programski zasnovi, pri čemer je poleg tistih, ki so skušali stari, predvsem hrvaški glasbi, vdihniti novo življenje v večjem številu predstavnikov novih glasbenih tokov.
Na Dubrovniških poletnih igrah so nastopili številni znani umetniki in orkestri, ki so prispevali k njihovemu ugledu po vsem svetu. Poleg rednih nastopov Zagrebške filharmonije in Dubrovniškega simfoničnega orkestra so na festivalu nastopili Beograjski filharmonični orkester, Češka filharmonija, Orkester Hallé, Orkester Francoskega radia, Orkester Suisse Romande, Izraelski filharmonični orkester, Simfonični orkester RAI iz Torina, filharmonični orkestri iz Londona, Dunaja, Dresdna, Berlin, Moskva, Varšava, Sankt Peterburg in Cincinnati Symphony.
Med komornimi in vokalnimi zasedbami so: Beethovnov kvartet, Borodinov kvartet in Prokofjev kvartet iz Moskve, LaSalle kvartet in Juilliard kvartet iz New Yorka, Amadeus kvartet iz Londona, Parrenin kvartet iz Pariza, Novi dunajski kvartet in Alban Berg kvartet z Dunaja, Virtuosi di Roma, Zagrebški solisti, Luzern Festival Strings, Academy of St Martin in the Fields, Dunajski dečki, Beaux Arts Trio iz New Yorka, Praški komorni orkester in mnogi drugi. Med klavirskimi solisti so sodelovali Svjatoslav Richter, Vladimir Aškenazi, Nikita Magaloff, Van Cliburn, Martha Argerich, Rudolf Firkusni, Alexis Weissenberg, Aldo Ciccolini, Claudio Arrau, Mihail Pletnov in Ivo Pogorelić, flavtist James Galway, violinisti Henry Szeryng, Leonid Kogan, Isaac Stern, David Ojstrah, Viktor Tretiakov, Zlatko Baloković in Uto Ughi ter violončelisti Rostropovič, Navarra, Janigro in Tortellier. Na festivalu so nastopili tudi veliki pevci, kot so Nicolai Gedda, Montserrat Caballé in Viktor Đerek, pa tudi zvezdniški izvajalci, kot so Duke Ellington, Dizzy Gillespie in Ravi Shankar.

### Operni program
Zgodovina opernih predstav se je začela leta 1951, ko je Sarajevska opera gostovala s petimi svojimi produkcijami. Obdobje do leta 1963 je bilo značilno za gostovanja predvsem opernih hiš iz tedanje države, pa tudi za iskanje prizorišč, primernih za uprizarjanje oper. Leta 1964 so pred Knežjim dvorom uprizorili prvo festivalsko operno predstavo Monteverdijevo Kronanje Poppeje v režiji in dirigentu Lovra Matačića.
Najboljši način za zbliževanje Dubrovnika in opere pa so našli leta 1971 in od takrat v atriju Knežjega dvora uprizarjajo komorne opere, večinoma komične. Poleg festivalskih uprizoritev del Monteverdija, Pergolesija, Caldare, Cimarose, Salierija, Telemanna ali Galuppija se je nadaljevala praksa gostovanja opernih predstav, med njimi Opere HNK iz Zagreba, Teatro Massimo iz Palerma, Piccolo Teatro Musicale iz Rima, Opere Phoenix iz Londona in Moskovskega komornega glasbenega gledališča.

### Baletni program
Tudi balet in ples sta bila dobrodošla gosta Dubrovniških poletnih iger, kar je potrdil niz znanih imen in skupin, ki so svoje projekte predstavili na terasi trdnjave Revelin. Poleg najboljših domačih skupin, koreografov in solistov so Dubrovnik obiskali Merce Cunningham, Jerome Robbins, Alvin Ailey, Glenn Tetley in Martha Graham s svojimi skupinami, Twentieth Century Ballet Mauricea Bejarta, American Ballet Theatre, London Festival Ballet, Harkness Ballet, Antonio Gades trupa, balet Madžarska državna opera ter baleti iz mest Parma, Antwerpen in Adelaide.

### Razstave
Kot del spremljevalnega programa festivala so bile del festivala vizualne umetnosti, oblikovalske ali dokumentarne razstave, ki so bile večinoma predstavljene v unikatnih ambientih mesta, ne pa v klasičnih galerijah white cube, kot je bilo leta 2018, ko je na več lokacijah v mestu predstavil sodobne umetnike iz Dubrovnika v 'Grozah domovine'.
Razstava Vedeževalka 2021 je bila predstavljena na primarni lokaciji palače Sponza in je bila izjemno osredotočena na feministično umetnost. Skupinsko razstavo 'Vedeževalka' je kurirala ameriško-hrvaška umetnica Selma Hafizović, ki prikazuje velika dela pionirke feministične umetnosti Jagode Buić, skupaj z mlajšimi Ivo Laterza, Dubravko Lošić, Rebecco Ribichini, Tanyo Small in njenimi lastnimi slikami.